# 2009-es Toyota Grand Prix of Long Beach
A 2009-es Toyota Grand Prix of Long Beach volt a második verseny a 2009-es IndyCar Series szezonban. 2009. április 19-én rendezték meg. A verseny távja 85 kör az 1.968 mérföldes (3.167 km) utcai pályán Long Beach-ben, California-ban. Dario Franchitti 2007 után először nyert futamot miután a teljes pályás sárga zászlós szakasz alatt a versenyzők közül az ő boxkiállása sikerült a legjobban.

## Rajtfelállás
| Rajtsor | Belső ív | Belső ív        | Külső ív | Külső ív          |
| ------- | -------- | --------------- | -------- | ----------------- |
| 1       | 12       | Will Power      | 10       | Dario Franchitti  |
| 2       | 2        | Raphael Matos   | 13       | E.J. Viso         |
| 3       | 18       | Justin Wilson   | 9        | Scott Dixon       |
| 4       | 02       | Graham Rahal    | 3        | Hélio Castroneves |
| 5       | 34       | Alex Tagliani   | 6        | Ryan Briscoe      |
| 6       | 11       | Tony Kanaan     | 21       | Ryan Hunter-Reay  |
| 7       | 5        | Mario Moraes    | 4        | Dan Wheldon       |
| 8       | 06       | Robert Doornbos | 24       | Mike Conway       |
| 9       | 27       | Hideki Mutoh    | 23       | Darren Manning    |
| 10      | 26       | Marco Andretti  | 14       | Vitor Meira       |
| 11      | 98       | Stanton Barrett | 7        | Danica Patrick    |
| 12      | 20       | Ed Carpenter    |          |                   |

## Futam
| Pozíció | #  | Pilóta            | Csapat                     | Futott kör | Idő/Kiesés oka                 | Rajthely | Élen töltött körök száma | Pont |
| ------- | -- | ----------------- | -------------------------- | ---------- | ------------------------------ | -------- | ------------------------ | ---- |
| 1.      | 10 | Dario Franchitti  | Chip Ganassi Racing        | 85         | 1:58:47.4658                   | 2        | 51                       | 52   |
| 2.      | 12 | Will Power        | Team Penske                | 85         | +3.3182                        | 1        | 16                       | 41   |
| 3.      | 11 | Tony Kanaan       | Andretti Green Racing      | 85         | +4.0537                        | 11       | 7                        | 35   |
| 4.      | 7  | Danica Patrick    | Andretti Green Racing      | 85         | +5.0742                        | 22       | 0                        | 32   |
| 5.      | 4  | Dan Wheldon       | Panther Racing             | 85         | +6.5655                        | 14       | 0                        | 30   |
| 6.      | 26 | Marco Andretti    | Andretti Green Racing      | 85         | +7.5900                        | 19       | 6                        | 28   |
| 7.      | 3  | Hélio Castroneves | Team Penske                | 85         | +8.633                         | 8        | 3                        | 26   |
| 8.      | 2  | Raphael Matos     | Luczo-Dragon Racing        | 85         | +9.483                         | 3        | 2                        | 24   |
| 9.      | 06 | Robert Doornbos   | Newman/Haas/Lanigan Racing | 85         | +9.958                         | 15       | 0                        | 22   |
| 10.     | 34 | Alex Tagliani     | Conquest Racing            | 85         | +13.618                        | 9        | 0                        | 20   |
| 11.     | 21 | Ryan Hunter-Reay  | Vision Racing              | 85         | +15.209                        | 12       | 0                        | 19   |
| 12.     | 02 | Graham Rahal      | Newman/Haas/Lanigan Racing | 85         | +15.850                        | 7        | 0                        | 18   |
| 13.     | 6  | Ryan Briscoe      | Team Penske                | 85         | +1:15.101                      | 10       | 0                        | 17   |
| 14.     | 14 | Vitor Meira       | A. J. Foyt Enterprises     | 84         | +1 kör                         | 20       | 0                        | 16   |
| 15.     | 9  | Scott Dixon       | Chip Ganassi Racing        | 84         | +1 kör                         | 6        | 0                        | 15   |
| 16.     | 23 | Darren Manning    | Dreyer & Reinbold Racing   | 84         | +1 kör                         | 18       | 0                        | 14   |
| 17.     | 98 | Stanton Barrett   | Team 3G                    | 84         | +1 kör                         | 21       | 0                        | 13   |
| 18.     | 20 | Ed Carpenter      | Vision Racing              | 82         | +3 kör                         | 23       | 0                        | 12   |
| 19.     | 5  | Mario Moraes      | KV Racing Technology       | 71         | Baleset                        | 13       | 0                        | 12   |
| 20.     | 27 | Hideki Mutoh      | Andretti Green Racing      | 60         | +25 kör                        | 17       | 0                        | 12   |
| 21.     | 24 | Mike Conway       | Dreyer & Reinbold Racing   | 51         | Baleset                        | 16       | 0                        | 12   |
| 22.     | 18 | Justin Wilson     | Dale Coyne Racing          | 24         | Baleset Moraes-el és Mutoh-val | 5        | 0                        | 12   |
| 23.     | 13 | E. J. Viso        | HVM Racing                 | 16         | Baleset Dixon-nal              | 4        | 0                        | 12   |

## Bajnokság állása a verseny után

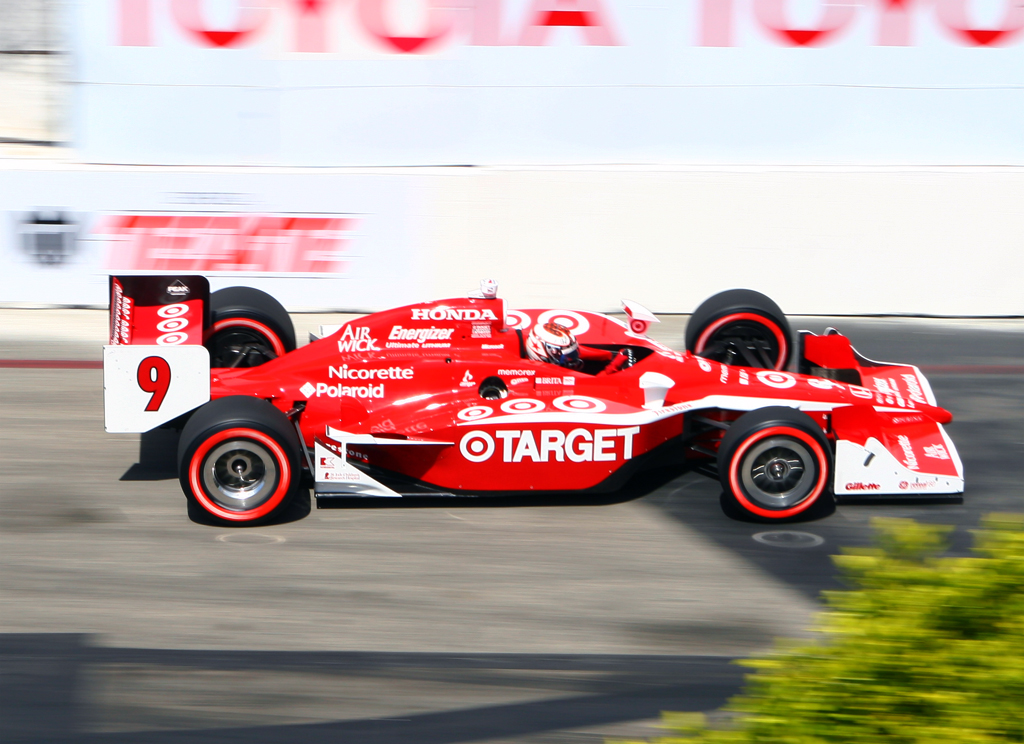
Scott Dixon

Pilóták bajnoki állása
| Pozíció | Pilóta           | Pontok |
| ------- | ---------------- | ------ |
| 1.      | Dario Franchitti | 84     |
| 2.      | Will Power       | 69     |
| 3.      | Ryan Briscoe     | 67     |
| 4.      | Tony Kanaan      | 65     |
| 5.      | Ryan Hunter-Reay | 59     |